# گوندومار (پرتغال)
شهر گوندومار (به پرتغالی: Gondomar) در گوندومار (پرتغال) در کشور پرتغال واقع شده‌است. جمعیت این شهر ۲۵٬۰۰۰ نفر  است. در تاریخ ۱۶ اوت ۱۹۹۱ به عنوان شهر شناخته شد.